# Віндзор-Локс (Коннектикут)
Віндзор-Локс (англ. Windsor Locks) — місто (англ. town) в США, в окрузі Гартфорд штату Коннектикут. Населення — 12 613 особи (2020).

## Демографія
Згідно з переписом 2010 року, у місті мешкало 12 498 осіб у 5223 домогосподарствах у складі 3356 родин. Було 5429 помешкань
Расовий склад населення:
| - 85,8 % — білих - 5,3 % — азіатів - 4,8 % — чорних або афроамериканців - 0,1 % — корінних американців - 1,3 % — осіб інших рас |

До двох чи більше рас належало 2,6 %. Частка іспаномовних становила 4,6 % від усіх жителів.
За віковим діапазоном населення розподілялося таким чином: 20,5 % — особи молодші 18 років, 62,8 % — особи у віці 18—64 років, 16,7 % — особи у віці 65 років та старші. Медіана віку мешканця становила 43,0 року. На 100 осіб жіночої статі у місті припадало 93,9 чоловіків;  на 100 жінок у віці від 18 років та старших — 92,0 чоловіків також старших 18 років.
Середній дохід на одне домашнє господарство  становив 86 663 долари США (медіана — 67 072), а середній дохід на одну сім'ю — 99 301 долар (медіана — 85 987). Медіана доходів становила 61 671 долар для чоловіків та 48 887 доларів для жінок. За межею бідності перебувало 6,9 % осіб, у тому числі 9,3 % дітей у віці до 18 років та 5,1 % осіб у віці 65 років та старших.
Цивільне працевлаштоване населення становило 6490 осіб. Основні галузі зайнятості: освіта, охорона здоров'я та соціальна допомога — 15,6 %, роздрібна торгівля — 13,6 %, фінанси, страхування та нерухомість — 13,0 %, виробництво — 12,9 %.